# 里奇伍德高地 (佛羅里達州)
里奇伍德高地（英語：Ridge Wood Heights）是位於美國佛羅里達州薩拉索塔縣的一個人口普查指定地區。

## 地理
里奇伍德高地的座標為27°17′23″N 82°30′48″W / 27.28972°N 82.51333°W，而該地最高點為海拔高度7米（即23英尺）。

## 人口
根據2010年美國人口普查的數據，里奇伍德高地的面積為3.80平方千米，當中陸地面積為3.70平方千米，而水域面積為0.10平方千米。當地共有人口4795人，而人口密度為每平方千米1,261人。